# Kraftwerk Matla
Das Kraftwerk Matla (englisch: Matla Power Station) ist ein Kohlekraftwerk des staatlichen südafrikanischen Energieversorgers Eskom mit einer installierten Leistung von 3,6 GW, das der Grundlastversorgung des Landes dient. Matla ist das älteste der großen Sechs-Block-Kohlenkraftwerke in Südafrika. Matla ist ein Sesotho-Wort, das Kraft oder Leistung bedeutet.

## Anlage
Die etwa 110 km östlich von Johannesburg in der Nähe von Secunda in der Provinz Mpumalanga gelegene Anlage besteht aus sechs 600-MW-Blöcken, die zwischen 1979 und 1983 in Betrieb gingen. Matla ist eines der wenigen Kraftwerke der Welt, bei dem Beton anstelle von Stahl für die Gebäudehülle des Kesselhauses verwendet wurde. Beton verkürzte die Vorlaufzeit für den Bau und war kostengünstiger in einer Zeit, wo Stahl auf dem Weltmarkt Mangelware war. Alle Blöcke sind mit Turbinen von MAN und Generatoren Alstom ausgerüstet, die Kessel stammen von Babcock.

### Kohlengrube
Die Kohle stammt aus der zum Kraftwerk gehörenden Matla-Kohlengrube, wo die Steinkohle untertags mit Continuous Miner im Kurzstrebbau gewonnen wird. Die Flöze liegen in einer mittleren Tiefe von 48 bis 105 Metern. Ein Förderband transportiert stündlich bis zu 3800 t Kohle zum Kraftwerk. Die von Exxaro betriebene Kohlengrube beschäftigt 2500 Leute.